# Eblisia mutilata
Eblisia mutilata är en skalbaggsart som först beskrevs av Schmidt 1893.  Eblisia mutilata ingår i släktet Eblisia och familjen stumpbaggar. Inga underarter finns listade i Catalogue of Life.